# Anolis angusticeps
Anolis angusticeps este o specie de șopârle din genul Anolis, familia Polychrotidae, descrisă de Hallowell 1856.

## Subspecii
Această specie cuprinde următoarele subspecii:
- A. a. angusticeps
- A. a. oligaspis
- A. a. chickcharneyi